# Fischer Ferenc (animátor)
Fischer Ferenc (Budapest, 1974. május 22.–) animációs rendező, animátor, vizuális kommunikációs tervezőművész, tanár.

## Tanulmányai

### Képző- és Iparművészeti Szakközépiskola
Középiskolai tanulmányait a Képző- és Iparművészeti Szakközépiskolában végezte 1988-tól, játéktervező-grafika szakon. Osztálytársaival közösen (Macskássy Katalin vezetésével) részt vett egy ASIFA-pályázaton, amelyre animációs filmet készítettek Hazám Európában címmel.

### Iparművészeti Főiskola
1992-ben megkezdte tanulmányait a Magyar Iparművészeti Főiskola (majd Egyetem) Animáció szakán. Számos stúdium-film elkészítésére nyílt lehetősége olyan tanárok vezényletével, mint Jankovics Marcell, Richly Zsolt, Cakó Ferenc, Lehotay Zoltán. 
Diplomafilmjét, a Posztónadrág-ot 1998-ban készítette el Cakó Ferenc tanítványaként. Ez a film 1998 novemberében részt vett a budapesti Tabán moziban megrendezett Perfo 4 magyar animációtörténeti vetítéssorozaton, 1999 februárjában bemutatták a 30. Magyar Filmszemlén, 1999 nyarán versenybe került az Annecy-i nemzetközi animációs filmfesztiválon (iskolai- és vizsgafilmek kategóriában) és az 5. Kecskeméti Animációs Filmfesztiválon. E filmjét megvásárolta és bemutatta a finn televízió is, valamint évekig szerepelt a Tv2 műsorán.

## Munkássága

### Animátorként
Diploma után a C.A.K.Ó. Stúdióban kezdett el dolgozni, mint animátor. Pályázati úton elnyert (MMKA) támogatás révén lehetősége nyílt egy újabb egyedi film elkészítésére (Karaván). Ez a filmje 2000 tavaszán készült el, azóta szerepelt a 32. Magyar Filmszemlén, a Duna Televízióban, a 13. KISA FILM Fesztiválon (nemzetközi rövidfilm szemle) Isztambulban. A 2001-es budapesti OFF (Open Film Festival) kapcsán két televíziócsatorna is (m1, Z+) bemutatott egy rövid részletet a Karaván-ból, valamint ezt a filmet a 2001-es Annecy-i nemzetközi animációsfilm fesztivál hivatalos programjába is beválogatták. Szerepelt még skóciai (Edinburgh), Róma melletti (I Castelli Animati), spanyolországi (Granada), valamint Nápolyban rendezett animációs filmfesztiválokon is. A szabadkai "Rövid Filmek Éjszakája”-fesztiválon 2002-ben a Karaván elnyerte a “legéletszerűbb film” díját. 2006-ban készített el "The Real MTV Bear I-II." címmel (közvetve a Music Television Magyarország számára) TV Maci paródiákat. Egyik legutóbbi munkája a hazai tévénézőket erősen megosztó "macitévé" bábanimációs főcíme volt (2012), melyet nézői nyomásra végül 4 hónap után levettek a műsorról.

### Pedagógusként
2001-től 2012-ig a Moholy-Nagy Művészeti Egyetem (MOME) Animáció Szakirányának szakoktatója, majd művésztanára, szakterülete a bábanimáció és az animáció szaktörténet volt. Közben megszerezte második diplomáját az Egyetem (MOME) tanár szakán. A MOME szervezésében megrendezett KISKAKAS és a KISKAKAS 2 Nemzetközi Animációs Filmnapok szervezőstábjának tagja. Kapcsolatban áll a holland Pedri animációs filmstúdióval, a stúdió animátor- és rendező-adatbázisának tagja. A 2005-ös CINEKID nemzetközi gyermekfilm-fesztiválon (Amszterdamban) gyurmaanimációs műhelyt tartott 5-12 éves gyerekeknek, valamint középiskolásoknak.
2005 és 2017 között a Képző- és Iparművészeti Szakgimnázum és Kollégiumban tanított, ahol a Mozgókép szak vezetője volt. 2012-től a Budapesti Metropolitan Egyetem (METU, korábban BKF) animáció szakán óraadó tanár.

## Gyermekei
Fischer Boróka Anna (2005), Fischer Máté Nimród (2008) és Fischer-Veres Mihály (2009)